# Когала
Кога́ла (англ. Kohala), згаслий вулкан на острові Гаваї. Має висоту 1 670 м над рівнем моря. Когала є найстаршим вулканом на острові Гаваї. Вважається що вулкан піднявся з морського дна 500 000 років тому.
| Вулкан | Це незавершена стаття про вулкан. Ви можете допомогти проєкту, виправивши або дописавши її. |